# المطب (فلم)
المطب هو فيلم مصري كوميدي من إنتاج عام 1990م، من بطولة سمير غانم ودلال عبد العزيز وهو من إخراج حسن الصيفي وتأليف محمد خليل الزهار.

## الشخصيات
- سمير غانم (فرج حسنين)
- دلال عبد العزيز (فكرية)
- يوسف داوود (فتحي)
- فؤاد خليل (دكتور عبدو كمبل)
- محمد الشرقاوي (زاهر)
- عائشة الكيلاني (عساكر)
- بدر نوفل (أبو فرج)

## قصة الفيلم
يعيش الزوجان "فرج" و"فكرية" حياتهما بالنصب، فهي تتصيد الرجال وتدعوهم لتناول العشاء، وتشتري الضحية كل ما يلزمها من طعام، وعندما يصل إلى الشقة يفاجأ بفرج الذي يدعي أنه أخوها فيهرب. أما فرج فهو يلقي بنفسه أمام السيارات مدعيًا الإصابة ليبتز أموال صاحب السيارة بدلًا من تدخل الشرطة، إلى أن يتلقيا درسًا لن ينسياه.

## وصلات خارجية
- مقالات تستعمل روابط فنية بلا صلة مع ويكي بيانات